# Xanthia planicolor
Xanthia planicolor là một loài bướm đêm trong họ Noctuidae.